# Ray-Ban Meta
Ray-Ban Meta est une gamme de lunettes intelligentes créée par Meta et EssilorLuxottica . Elles comprennent deux caméras, des haut-parleurs ouverts, un microphone et un pavé tactile intégrés au cadre. Elles sont les dernières d'une gamme de lunettes intelligentes commercialisées par de grandes entreprises, dont Snap Inc et Google, et sont conçues comme l'un des composants des plans de Facebook pour un métavers.
Contrairement à d'autres lunettes intelligentes, les lunettes Ray-Ban Meta n'incluent aucun affichage tête haute, visiocasque ou de réalité augmentée. Meta les annonces le 27 septembre 2023. Elles utilisent un processeur Qualcomm Snapdragon AR1 Gen1, une mise à niveau des caméras à 12 MP, un son amélioré, une diffusion en direct sur Facebook et Instagram et Meta AI. Le 23 avril 2024, Meta annonce une mise à jour de Meta AI sur les lunettes intelligentes pour permettre une entrée multimodale via la vision par ordinateur.
Elles reçoivent des critiques découlant de la méfiance à l'égard des contrôles de confidentialité de Facebook. La petite taille du voyant d'enregistrement suscite également des critiques.

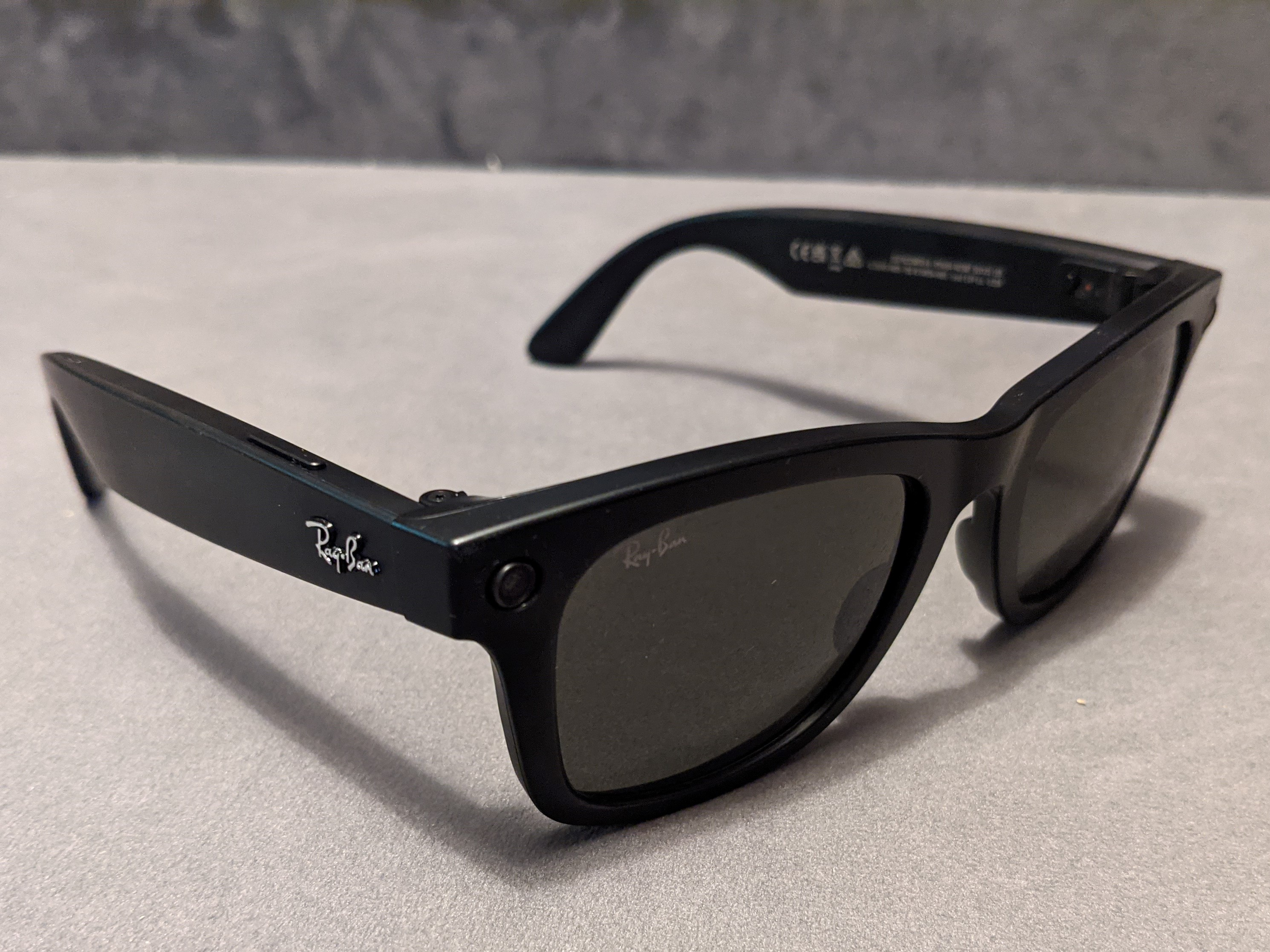
Les Ray-Ban stories.

## Partenariat et sortie

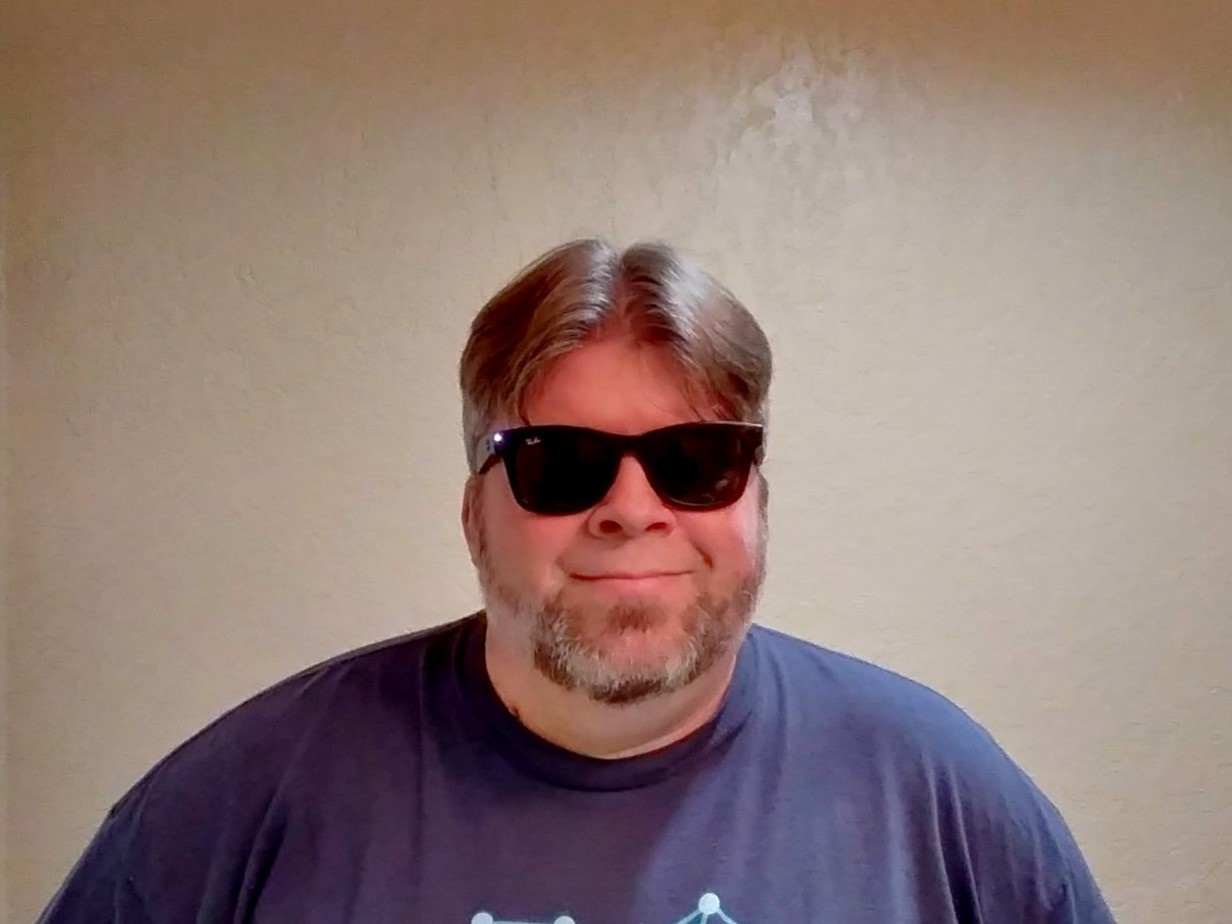
Les Ray-Ban stories sur un utilisateur.

Le partenariat entre EssilorLuxottica, la société mère de Ray-Ban, et Meta pour créer la première génération des Ray-Ban Stories est annoncé publiquement le 20 septembre 2020 (en plein emballement de la bulle du Métavers) par le PDG Mark Zuckerberg lors de la septième conférence annuelle Facebook Connect. Au cours de la vidéo de présentation, Zuckerberg décrit plusieurs innovations de Facebook, telles que l' Oculus Quest 2, une nouvelle division de réalité augmentée appelée Project Aria et les Ray-Ban Stories.
L'année suivante, après son annonce initiale, Zuckerberg et le directeur technique de Facebook, Andrew Bosworth, ont fait allusion à une date de sortie en 2021 à travers des clips vidéo FPV (vue à la première personne) semblant avoir été pris à l'aide d'un prototype de Ray-Ban Stories.
Le 9 septembre 2021, Facebook sort les Ray-Ban Stories, présenté comme le premier produit de l'entreprise lié à ses projets de métavers.
L’inclusion fait partie des axes développés par Meta dans ses innovations technologiques. Les lunettes connectées Ray-Ban Meta intègrent une fonctionnalité issue de la collaboration avec l'application ''Be My Eyes'', conçue pour assister les personnes malvoyantes. Ce service permet de mettre les utilisateurs en relation avec des bénévoles capables de les guider à distance, en fournissant un accompagnement visuel en temps réel,,.

## Développement
Selon Meta, l'équipe Luxottica repense les composants des lunettes pour s'adapter à des technologies telles que : un ensemble de micro haut-parleurs, un ensemble audio à trois microphones, un processeur Snapdragon optimisé, un pavé tactile capacitif et une batterie. Les verres étant très petits, leur taille pousse les ingénieurs à miniaturiser chaque composant.
Meta indique également que ses ingénieurs ont utilisé un système bass-reflex lors du développement des microphones pour améliorer la qualité audio. Pour le système de caméra, un vaste fonctionnement de traitement d'image est utilisé pour produire une vidéo de haute qualité.
Pour trouver une solution de charge viable, Meta déclare avoir exploré plusieurs solutions et créé 20 tests de validation technique pour garantir le fonctionnement de la charge.
Pour répondre aux préoccupations des utilisateurs et de leur entourage en matière de confidentialité, les ingénieurs déclarent avoir créé un interrupteur d'alimentation matériel et un voyant LED câblé pour indiquer quand la caméra enregistre,.

## Composants et caractéristiques

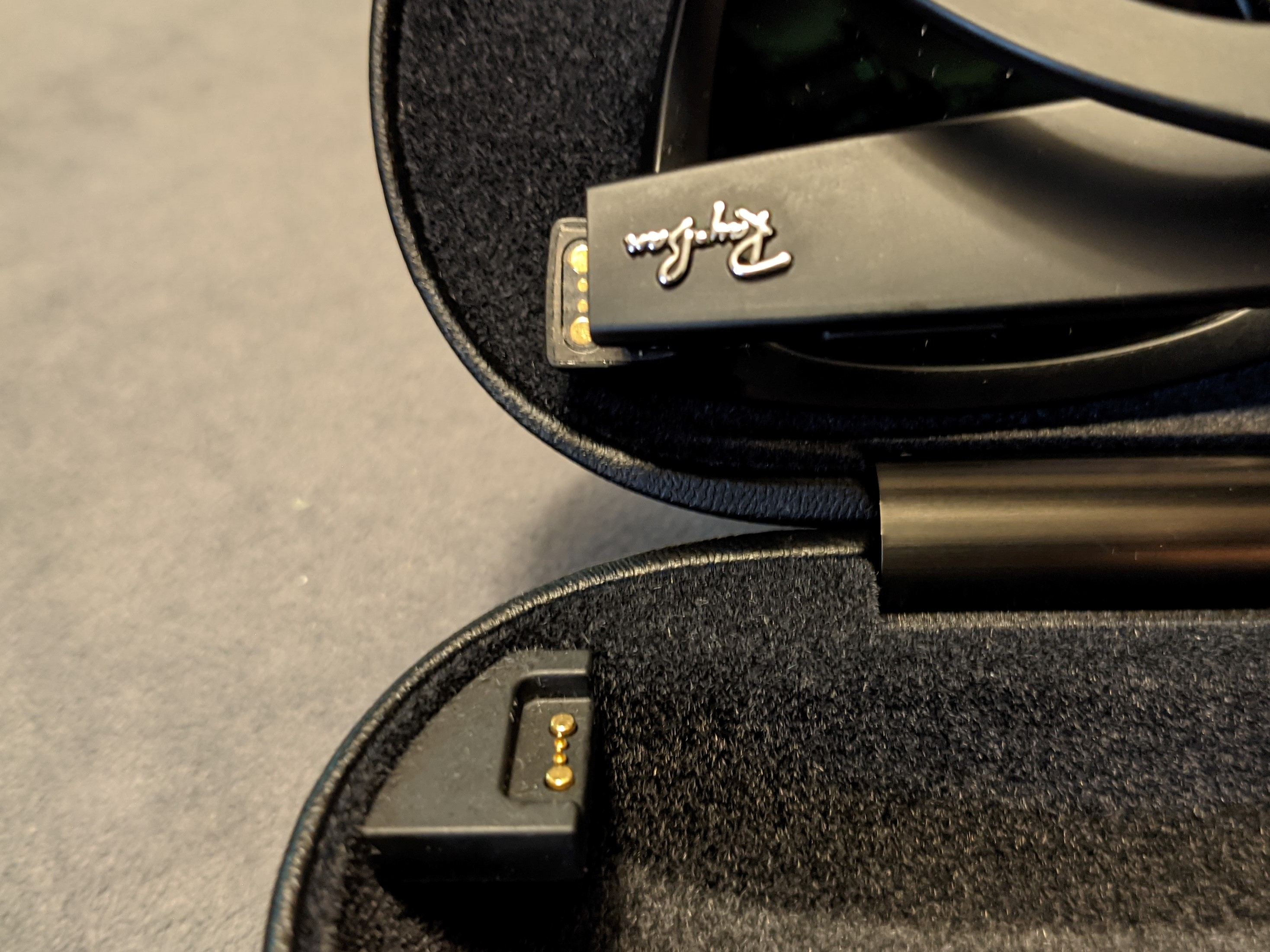
Mécanisme de charge des Ray-Ban Stories.

### Matériel
Les lunettes Ray-Ban Stories sont disponibles en trois modèles : Round, Wayfarer et Meteor. Chacun de ces modèles est disponible en six couleurs maximum avec des verres polarisés, transitoires, filtrant la lumière bleue et des verres correcteurs simples ou progressifs. Les lunettes sont également équipées de deux caméras (une pour les photos et une pour la vidéo) et se connectent au téléphone via Bluetooth. Les photos et vidéos sont automatiquement stockées sur le compte Facebook des utilisateurs, un compte est donc nécessaire pour ces lunettes. Les branches des montures contiennent des haut-parleurs et des microphones qui sont utilisés pour le contrôle vocal de Facebook Assistant. Sur le dessus de la tempe droite se trouve un pavé tactile permettant de contrôler le mouvement de l'appareil, soit en appuyant une fois sur celui-ci, soit en prenant une photo en maintenant le pavé tactile enfoncé Chaque paire est livrée avec un étui de chargement et un câble de chargement USB-C, qui permet de charger complètement les lunettes en un peu plus d'une heure avec trois heures d'autonomie. Les caméras, les microphones, les haut-parleurs et le pavé tactile sont tous connectés à un processeur Qualcomm Snapdragon. Il existe également une application de visualisation Facebook correspondante,.

### Compatibilité
Les Ray-Ban Stories sont compatibles avec iOS et Android. Elles fonctionnent actuellement avec iOS 13 et Android 8.1 et versions ultérieures et ne sont pas rétrocompatibles. Elles prennent en charge Bluetooth 5.0. Les Ray-Ban Stories se connectent au Wi-Fi 802.11ac.

### Application de visualisation Facebook
Pour afficher, gérer et modifier le contenu capturé sur Ray-Ban Stories, Meta publie l'application mobile Facebook View le 23 août 2021, dans l' App Store d'Apple et dans le Google Play Store. Lors de l'utilisation de l'application, les utilisateurs sont invités à se connecter avec leur compte Facebook avant d'associer leurs Ray-Ban Stories pour accéder aux fonctionnalités de partage et de gestion. Les fonctionnalités actuelles de l'application incluent l'importation, l'édition et le formatage de photos et de vidéos prises sur Ray-Ban Stories pour les partager sur des produits affiliés à Facebook tels qu' Instagram, Messenger, WhatsApp et d'autres sites de médias sociaux. L'application affiche également le pourcentage de batterie des Stories,.

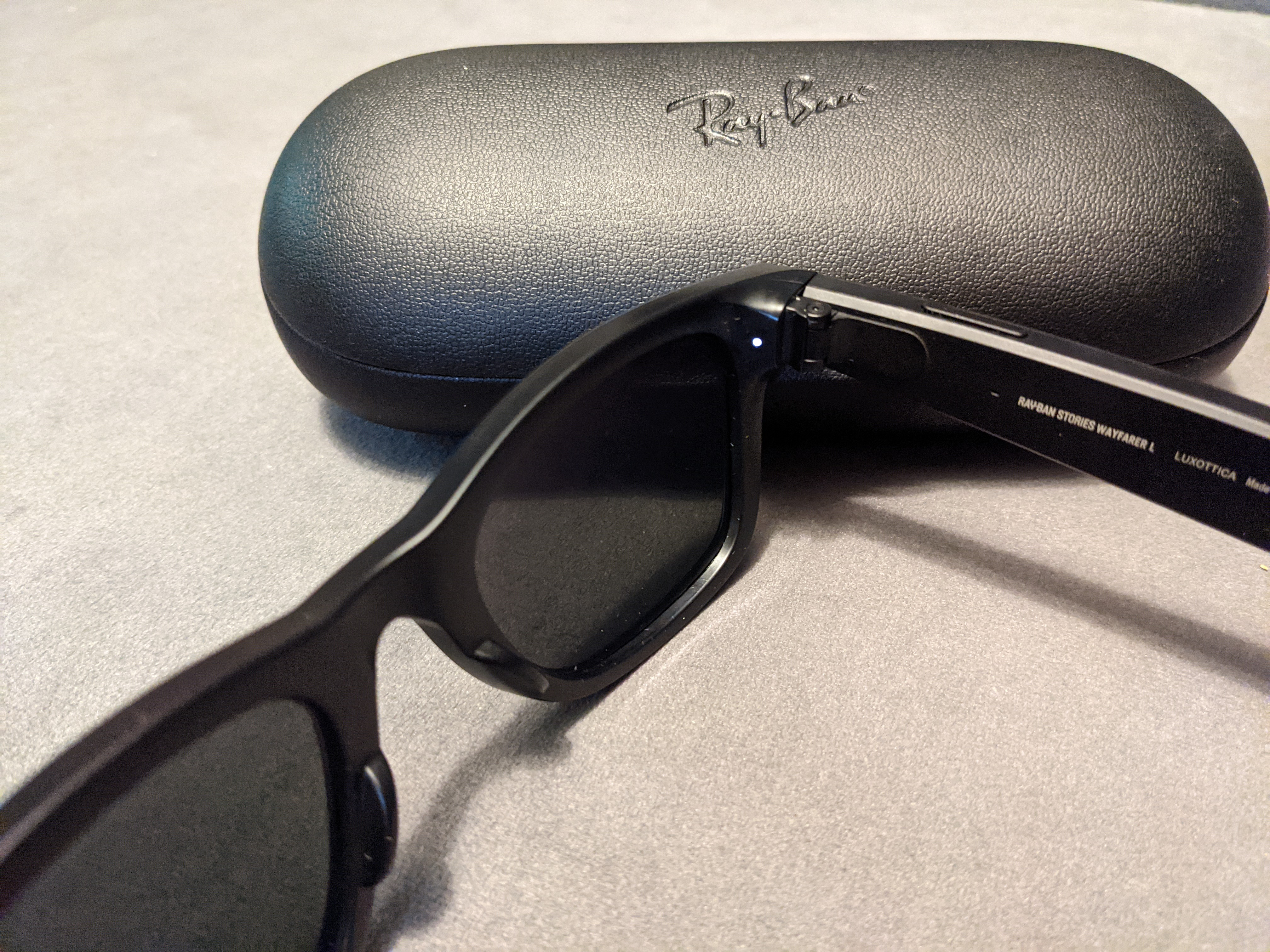
Les Ray-Ban stories avec leur étui.

### Caractéristiques
- Deux caméras 5 MP (une photo, une vidéo)
- Captures photographiques 2592x1944px
- La vidéo capture 1184 x 1184 à 30 ips
- 2 micro haut-parleurs
- 3 Réseau de microphones
- Commandes tactiles
- Facebook affirme qu'il y a de la mémoire pour plus de 500 photos et 30 vidéos, mais il n'y a pas de nombre précis disponible actuellement
- Processeur Qualcomm Snapdragon

## Meta Smart Glasses de deuxième génération
Le 17 octobre 2023, Meta et Ray-Ban lancent les lunettes intelligentes de deuxième génération appelées Meta Smart Glasses. « Meta Stories » fait référence à la première génération de lunettes intelligentes produites par Meta (anciennement Facebook), appelées Ray-Ban Stories, qui se concentraient principalement sur la capture de photos et de vidéos pour le partage sur les réseaux sociaux, tandis que les « Meta Smart Glasses » fait référence à la version plus récente, Ray-Ban Meta, qui comprend des mises à niveau importantes comme une qualité de caméra améliorée, des temps d'enregistrement plus longs et l'intégration de Meta AI, permettant des fonctionnalités plus interactives et des commandes vocales au-delà de la capture de photos/vidéos de base.

### Principales différences

#### Fonctionnalité
Les Meta Stories sont principalement conçus pour capter des vidéos et des photos rapides à partager sur les réseaux sociaux, tandis que les Meta Smart Glasses offre une gamme plus large de fonctionnalités, notamment des commandes vocales mains libres, des traductions en temps réel et une qualité audio améliorée pour les appels et l'écoute de musique grâce à l'intégration de Meta AI.

#### Qualité de la caméra
Les Meta Smart Glasses disposent d'un seul appareil photo de 12 MP par rapport aux deux appareils photo des Meta Stories de 5 MP (un pour les photos et l'autre pour la vidéo).

#### Micros
Les lunettes intelligentes Meta disposent de 5 microphones contre 3 sur les Meta Stories.

## Problèmes de confidentialité
Les lunettes suscitent des inquiétudes quant à une éventuelle atteinte à la vie privée. Sans connaissance préalable du produit, les lunettes pourraient être confondues avec une paire de lunettes de soleil Ray-Ban ordinaire par des personnes se trouvant à proximité de l'utilisateur. Une autre fonctionnalité qui pose un problème de confidentialité concerne les capacités d’écoute de l’appareil. Des particuliers expriment des inquiétudes quant à la capacité de nos appareils intelligents à enregistrer et à écouter les utilisateurs, avec ou sans leur permission. Meta affirme que les lunettes ne peuvent écouter l'utilisateur qu'après avoir entendu la phrase de réveil « Hey, Facebook », qui à son tour alertera les lunettes de l'une des trois commandes, prendre une photo, enregistrer une vidéo ou arrêter l'enregistrement.
À la lumière des violations de la confidentialité et de la sécurité survenant sur Facebook, de plus en plus d'inquiétudes se font jour quant à la manière dont les données sont stockées et récupérées à partir de différents appareils. Facebook, en réponse à cette préoccupation, déclare qu'il ne pourra pas accéder au contenu capturé via Ray-Ban Stories sans l'autorisation de l'utilisateur. En revanche, l'application Facebook View indique que les commandes vocales de l'utilisateur peuvent être envoyées à Facebook, à moins que l'utilisateur ne s'y oppose explicitement. Selon l'entreprise, ces données seraient utilisées pour « personnaliser » l'expérience de l'utilisateur. L'entreprise indique également qu'elle dispose d'une équipe dédiée au cryptage des photos et des données afin de prévenir le piratage informatique.
La préoccupation qui suscite la plus vive réaction, y compris les inquiétudes du principal régulateur de la vie privée de Facebook en Europe, le Comité irlandais de protection des données (DPC), porte sur l'efficacité des lunettes pour alerter d'autres personnes lorsqu'elles sont photographiées ou enregistrées. Facebook affirme que la fonction de lumière LED dans le coin supérieur droit des lunettes est capable d'avertir les individus que la personne portant les lunettes enregistre une vidéo ou prend une photo jusqu'à 25 pieds de distance. Selon l'article, si un utilisateur couvre la lumière LED, la caméra n'enregistre pas de vidéo et avertit l'utilisateur. L'article suggère également de bonnes pratiques en matière de sécurité et de respect de la communauté, notamment : respecter les préférences des gens, expliquer le fonctionnement de la lumière LED, ne pas capturer d'images pendant la conduite d'un véhicule et éteindre les lunettes dans les espaces privés.
En 2024, des étudiants de Harvard ont piraté des lunettes Meta Ray-Ban pour démontrer leurs capacités de reconnaissance faciale en temps réel.

## Utilisations
En été 2024, l'humouriste Laurent Baffie commence à faire des vidéos de caméra caché sur les réseaux sociaux en filmant avec des lunettes Ray-Ban Meta, cumulant plusieurs millions de vues.